# ハインズ (オレゴン州)
ハインズ（Hines）はオレゴン州ハーニー郡にある都市。2010年の国勢調査によると、人口は1,563人。

## 歴史
この町がバーンズの南西に作られたとき、町の名前は「ヘリック」と名付けられた。しかし、1928年にエドワード・ハインズが鉄道と製材会社を買い取り、1931年に郵便局が設置された際、郵便局の名前は「ハインズ郵便局」とされた。

## 地理
アメリカ合衆国国勢調査局によると、面積は5.52平方キロメートルで、水面積は0.13平方キロメートルである。

## 人口動静
以下のデータは2010年国勢調査に基づく。
基礎データ
- 人口：1,563人
- 世帯数：678世帯
- 家族数：423家族
- 人口密度：290.1人/km²
- 住居数：738軒
- 住居密度：137.0軒/km²

人種別人口構成
- 白人：94.9%
- アフリカン・アメリカン：0.3%
- ネイティブ・アメリカン：1.0%
- アジア人：0.4%
- その他：1.2%
- 混血：2.4%
- ヒスパニック・ラテン系：3.1%

世帯と家族
- 18歳未満の子供がいる: 28.8%
- 結婚・同居している世帯: 49.7%
- 未婚・離婚女性が世帯主である世帯: 9.9%
- 未婚・離婚男性が世帯主である世帯: 2.8%
- 非家族世帯: 37.6%
- 単身世帯: 32.0%
- 65歳以上の老人1人暮らし: 17.9%
- 平均構成人数
  - 世帯: 2.25人
  - 家族: 2.83人

年齢別人口構成
- 18歳未満：24.1%
- 18歳-24歳：6.0%
- 25歳-44歳：21.8%
- 45歳-64歳：28.2%
- 65歳以上：19.8%
- 年齢の中央値：42.5歳
- 男女比
  - 男性：49.6%
  - 女性：50.4%

以下のデータは2000年の国勢調査に基づく。
収入と家計
- 収入の中央値
  - 世帯: 40,917米ドル
  - 家族: 43,452米ドル
  - 性別
    - 男性：32,772米ドル
    - 女性：22,458米ドル
- 人口1人あたり収入: 15,783米ドル
- 貧困線以下
  - 対家族：6.6%
  - 対人口：9.9%
  - 18歳未満：10.1%
  - 65歳以上：17.3%